# IR-Täuschkörper

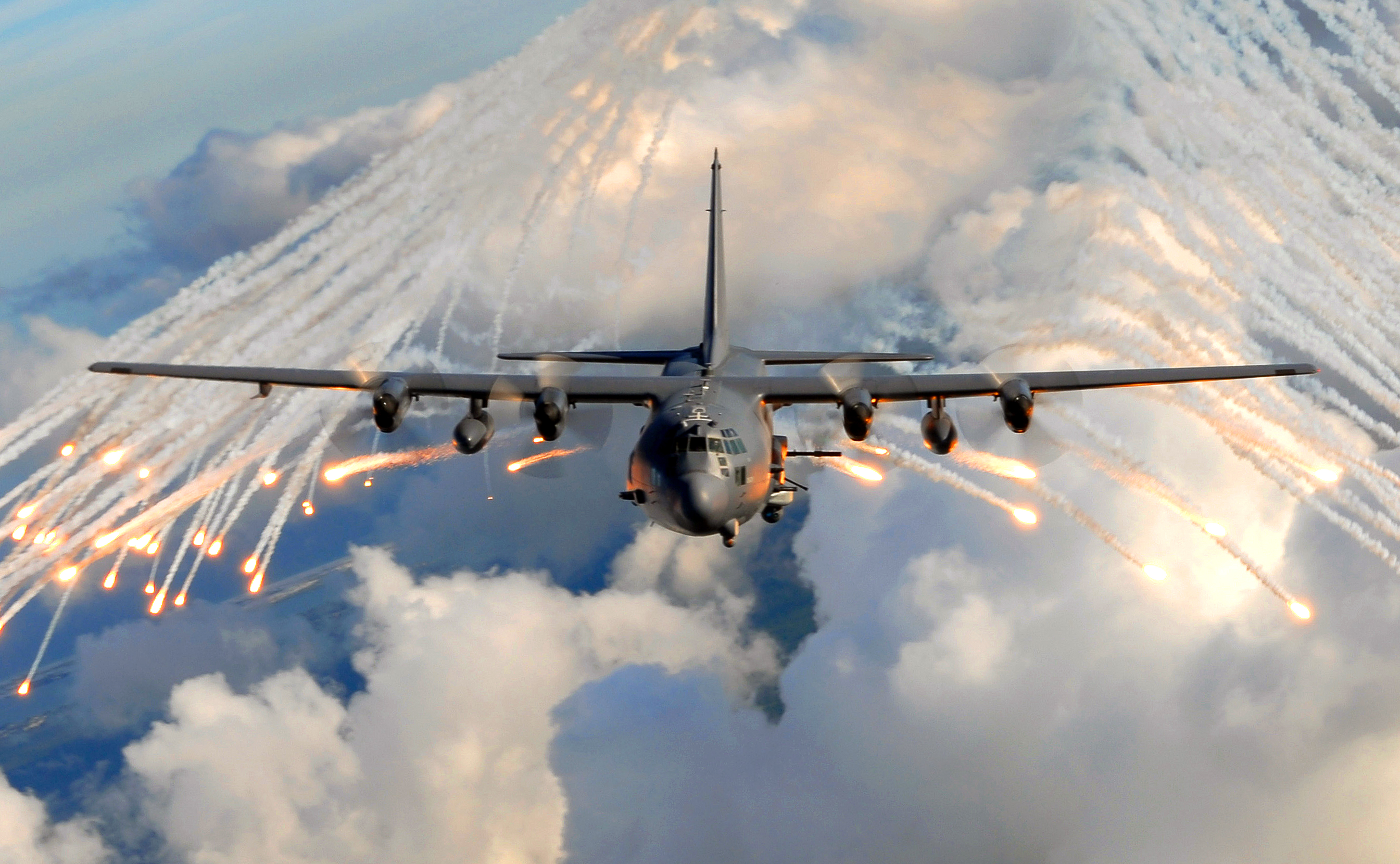
Lockheed AC-130 beim Täuschkörperausstoß

IR-Täuschkörper, im Englischen Decoy Flare oder kurz Flare genannt, sind Täuschkörper gegen Lenkwaffen mit Infrarotsuchkopf. Die beim Einsatz von Flares entstehende Wärmestrahlung soll die Suchkopf-Sensorik vom eigentlichen Ziel ablenken, optimalerweise auf die Wärmestrahlung der Hitzefackel. Dies geschieht durch die Erzeugung von IR-Clutter durch viele verschiedene Wärmequellen, die Erzeugung von spezifischen Emissionsspektren um dem Sucher ein Scheinziel anzubieten, und der Erzeugung von Hitzewänden zur Verdeckung des eigentlichen Zieles.
IR-Täuschkörper enthalten als Energiespeicher entweder pyrotechnische Sätze, pyrophore Feststoffe oder Flüssigkeiten bzw. leicht entzündliche Feststoffe. Bei der Zündung wird eine stark exotherme chemische Reaktion ausgelöst, die je nach Energiespeicher mit einer mehr oder minder starken sichtbaren Flammen- und Rauchentwicklung einhergeht.
Von 1981 bis 2002 wurden mehr als 50 % aller Verluste von Fluggeräten durch IR-gelenkte Waffen verursacht. Während des Golfkrieges 1991 sollen es sogar 78 % gewesen sein. In der Zeit von 1985 bis 2010 sollen 90 % aller US-Luftfahrzeugverluste auf IR-gelenkte Waffen zurückzuführen sein.

## Überblick

### IR-Sucher
Um die Wirkung von Fackeln auf IR-gelenkte Flugkörper (FK) zu begreifen, ist ein Verständnis über den Aufbau des Suchers nötig. Als Infrarotstrahlung bezeichnet man in der Physik elektromagnetische Wellen im Spektralbereich zwischen sichtbarem Licht und der längerwelligen Terahertzstrahlung. Wasserdampf absorbiert IR-Strahlung; nur im Wellenlängenbereich von 1–6 µm und 8–14 µm gibt es Fenster in der Erdatmosphäre, in denen die IR-Strahlung relativ weit trägt. In über 10 km Höhe ist die Absorption allerdings vernachlässigbar.
CO2, Staub und Wassertröpfchen reduzieren die Sichtweite ebenfalls, wobei der CO2-Anteil bis in eine Höhe von etwa 50 km praktisch konstant ist.

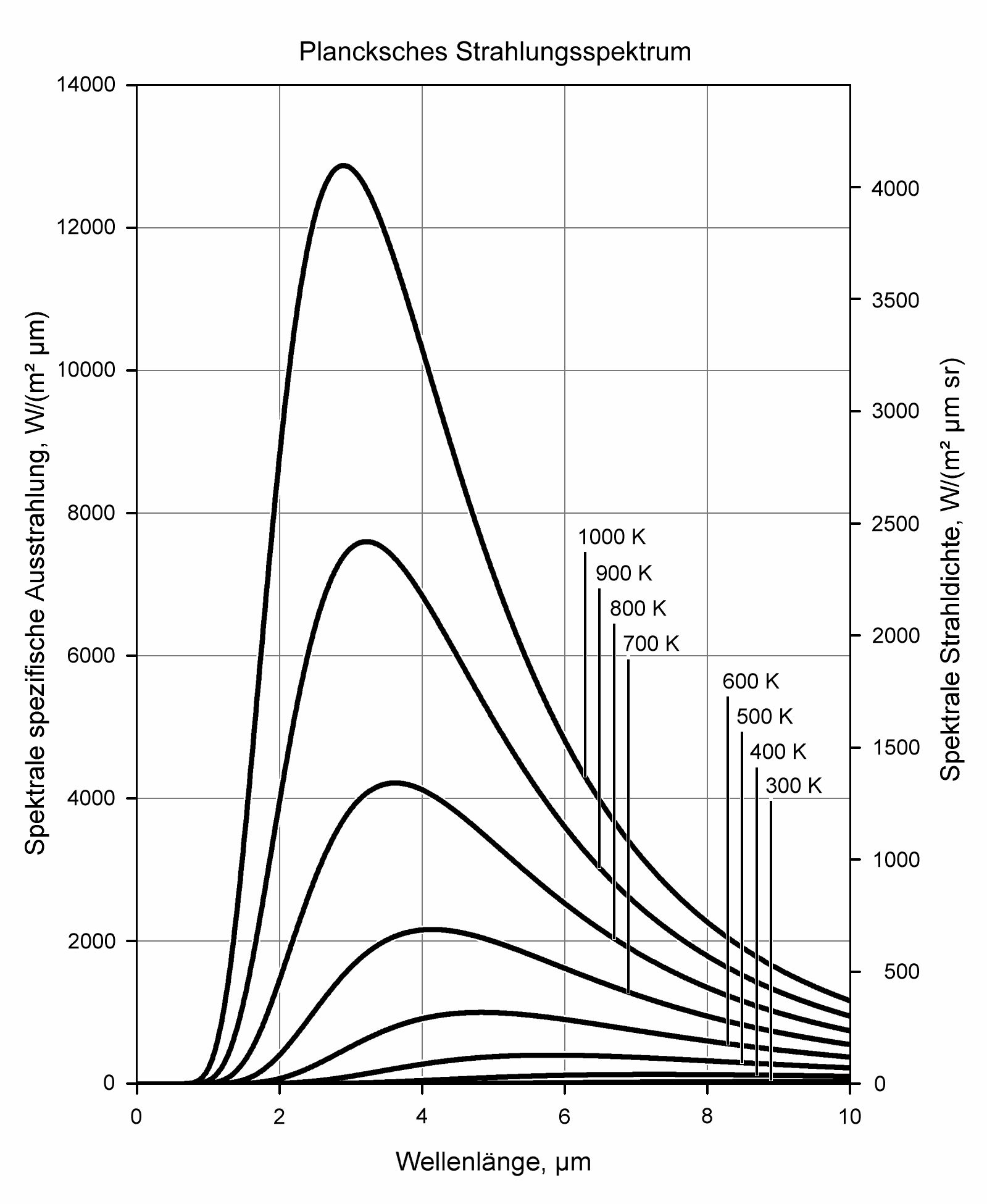
Plancksche Strahlungsspektren für verschiedene Temperaturen

Das Wiensche Verschiebungsgesetz besagt, dass bei einem Düsenflugzeug die größte Strahlungsleistung bei einer Wellenlänge von 3 µm auftritt, mit Nachbrenner bei etwa 1,5 µm. Die Abgasfahne des Flugzeuges ist im Bereich von 3–5 µm am hellsten, Heißteile am Rumpf von 3–5 und ≥8 µm. Der Rumpf ist bei ≥8 µm am besten sichtbar. Da ältere Sucher nur aus einem Detektorelement bestehen, ist ein mechanischer Vorbau nötig, um eine Zielverfolgung im Raum zu ermöglichen (Rosettenabtastung). So weit wie möglich besitzen die Detektoren eine automatische Verstärkungsregelung, um sich an unterschiedliche Helligkeiten anpassen zu können. Das Problem der Ziel-, Clutter- und Flareerkennung musste bei älteren Modellen noch mechanisch gelöst werden, darauf soll im Folgenden eingegangen werden.
Um die „Verunreinigung“ des Kontaktes mit Störquellen zu vermeiden, wurde ein schmales Sichtfeld des Suchers angestrebt. Dieses Sichtfeld wird durch Scanbewegungen erweitert. Ältere Sucher wie der der 9K32 Strela-2 schalten zwischen das Detektorelement und den optischen Komponenten des Sucherkopfes eine dünne, rotierende Blende. Diese ist alternierend mit IR-durchlässigem, und undurchlässigem Material beschichtet, und ähnelt dadurch einem Propeller. Dadurch werden zwei Dinge erreicht: Das IR-Ziel flackert mit der Drehfrequenz der Blende, wobei durch die Dauer der Verdeckung/Sichtbarkeit auf die Abweichung von der Sichtachse geschlossen werden kann: Je weiter außen, desto länger die Dauer. Ferner können damit Flugzeug und Fackel (Punktquelle) von Wolken oder Boden (Clutter) unterschieden werden: Letztere sind voluminös und werden deshalb nicht stakkatoartig von der Blende verdeckt. Ein analoger Filter entfernt das mehr oder weniger konstante Signal, sodass nur die Punktquelle (Flugziel oder Fackel) verfolgt wird. Der Sucher versucht nun das Ziel in der Mitte zu halten, wo die IR-Energie durch alle Speichen gleich gut gelangt und das Flackern praktisch Null ist.
Nachteil der Sucher war, dass diese relativ unempfindlich in der Erkennung von Zielbewegungen sind, wenn das Ziel bereits in der Mitte gehalten wird. Dadurch fliegen die älteren IR-Flugkörper auf einer „wackeligen“ Flugbahn. Die nachfolgenden Sucher waren deshalb konisch kreisend: Der „Propeller“ ist fix vor dem Detektor, stattdessen rotiert ein Sekundärspiegel. Die IR-Strahlung der optischen Bauteile gelangt hier auf Primärspiegel am äußeren Rand des Suchers, reflektieren die Strahlung auf den rotierenden Sekundärspiegel, und dieser durch den „Propeller“ auf den Detektor (Strahlengang ähnlich einem Cassegrain-Teleskop). Durch den rotierenden Spiegel kreist der IR-Zielpunkt über die Speichen der Blende um die Mittelachse des Detektorfeldes. Schaut der Sucher direkt auf die IR-Quelle, kreist der Lichtpunkt in einer sauberen Kreisbahn um die Mittelachse des Detektorfeldes, was durch den „Propeller“ zu einer konstanten Beleuchtungsfrequenz des Detektors führt. Schaut der Sucher hingegen schräg daneben, so kreist der IR-Punkt auf einer Ellipse, und die Beleuchtungsfrequenz ändert sich während des Spiegeldrehens, woraus ein Rechner eine Kurskorrektur zu errechnen vermag.
Waren die IR-Sucher anfangs noch ungekühlt, wurde später zur Erhöhung der Empfindlichkeit, und um längere Wellenlängen orten zu können, eine aktive Kühlung eingeführt. Die Strela-2 besitzt beispielsweise einen Sucher aus Blei(II)-sulfid, der bei 2 µm am empfindlichsten ist, und deshalb nur zwischen Düse und Hintergrund unterscheiden kann, was nur Schüsse von hinten ermöglicht. Die neuesten IR-gelenkten Waffen setzen abbildende Sucher ein, welche ein Objekt entweder anstarren oder abscannen. Diese Sucher sind voll digital und sehen das Ziel mit einer kardanisch aufgehängten IR-Videokamera. So können sie Flugzeuge durch Bilderkennung entdecken und sicher verfolgen sowie spezielle Teile desselben ansteuern.

### Trigger-Response
Um die Wirkung von IR-Täuschkörpern zu reduzieren, wird in die Sucherlogik eine Flare-Erkennung („Trigger“), und die Gegenreaktion des Suchers („Response“) einprogrammiert. Wie bereits oben erwähnt, werden Wolken durch ihre räumliche Verteilung durch ältere Sucher diskriminiert. Eine Hitzefackel ist aber wie das Flugziel ein Punktziel und wird prinzipiell vom Sucher gleich behandelt. Die ältesten Sucher besitzen keinen Schutz vor Fackelwurf, sondern erfassen lediglich das heißeste Ziel bei etwa 2 µm, was dann der IR-Störkörper darstellt. Die Sucher mit konisch kreisendem Zielpunkt besitzen einen inhärenten Schutz gegen Fackeln: Da der Ziel-IR-Kontakt auf einer Kreisbahn auf dem Detektor gehalten wird (konstante Beleuchtungsfrequenz), und eine Fackel schnell vom Flugzeug abfällt, erscheint diese als IR-Kontakt auf einer Ellipsenbahn (frequenzmodulierte sinusförmige Beleuchtungsfrequenz), welche (relativ) schnell aus dem Detektorfeld entschwindet. Ein schmales Sichtfeld hilft ebenfalls, da die Fackel schnell aus dem Sichtfeld fällt. Die Flares müssen so bereits kurz nach dem Ausstoß den maximalen Strahlungswert erreichen. Die gebräuchlichsten Methoden der Flare-Erkennung („Trigger“), die auch kombiniert werden, sind:

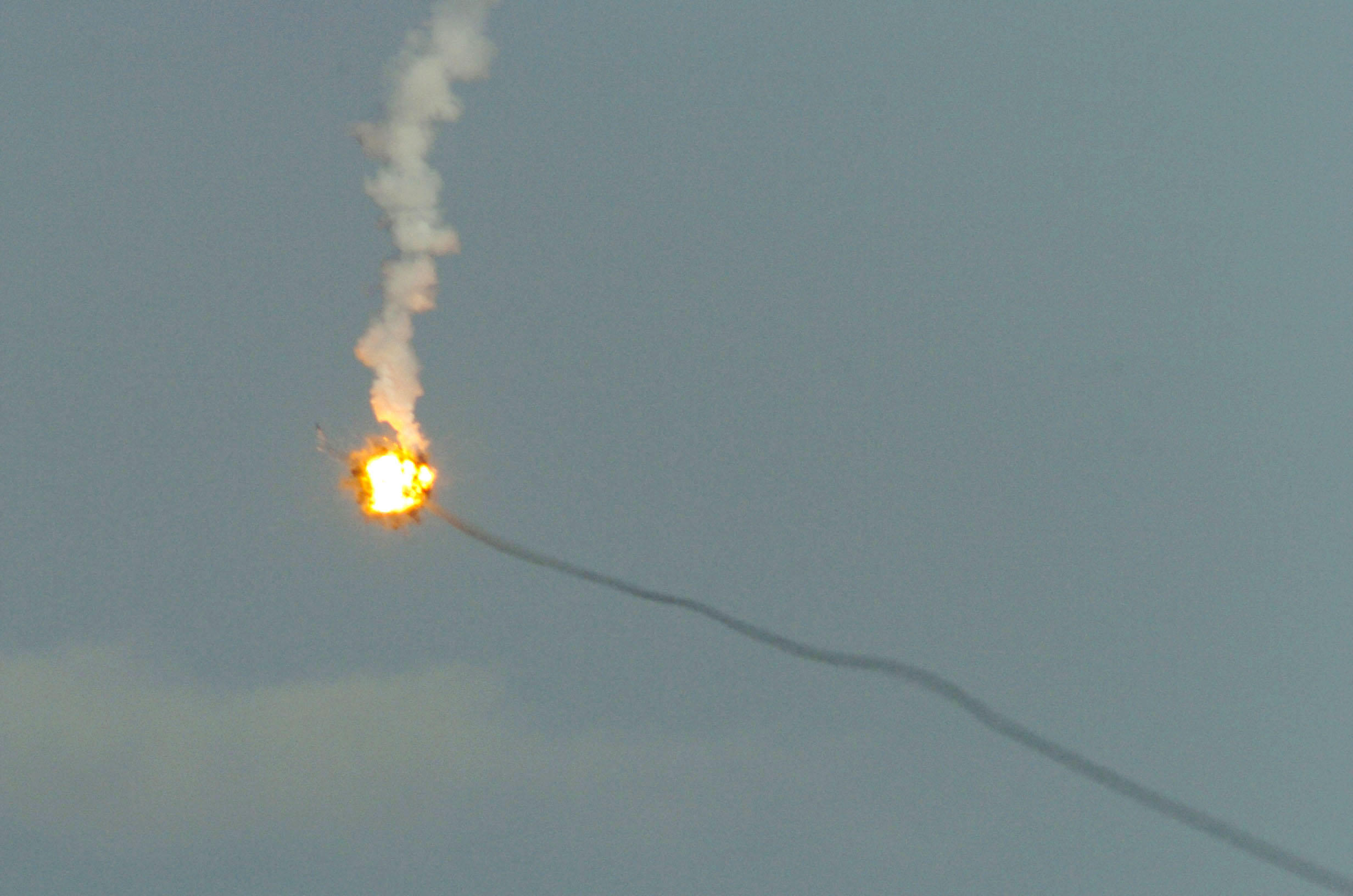
Gescheiterte Trigger-Response: Eine AIM-9M Sidewinder trifft die Hitzefackel, von einer F/A-18C Hornet ausgestoßen.

- Ein scharfer Anstieg von IR-Energie vom Ziel löst den „Trigger“ aus, und schaltet ihn wieder ab, wenn ein Schwellenwert unterschritten wird. Der Schwellenwert zum Auslösen der Flare-Erkennung muss über dem Wert des Nachbrenners des Flugzeuges liegen. Diese Methode kann leicht überlistet werden, wenn die IR-Täuschkörper relativ langsam anbrennen.
- Detektoren, die zwei Bänder im Infraroten nutzen können, arbeiten mit einem Bandvergleich: Flugzeuge senden mehr Strahlung im langwelligen Spektrum aus als im kurzwelligen, bei Hitzefackeln ist es umgekehrt. Diese Methode kann überlistet werden, wenn mehrere Fackeln in verschiedenen Bändern mit gleicher Intensität brennen.
- Ein kinematischer „Trigger“ nutzt die Tatsache, dass IR-Täuschkörper durch den Luftwiderstand schnell zu Boden fallen. Eine aufgeschaltete Fackel führt also zu einer relativ großen Winkeländerung des Suchers in kurzer Zeit, was den „Trigger“ auslöst. Fällt die Änderung des Winkelunterschieds zwischen Ziel-IR-Punkt und Fackel-IR-Punkt zu gering aus, versagt diese Methode. Dazu werden mehrere IR-Täuschkörper kurz nacheinander ausgestoßen.
- Der räumliche „Trigger“ setzt das Sichtfeld des Suchers zwischen Flugzeug und Fackel, d. h. quasi in die Mitte zwischen den möglichen richtigen Zielen. Beide IR-Punkte werden so für den Sucher unterscheidbar, was die Flare-Erkennung auslöst. Da sich das echte Ziel am Randbereich des Sichtfeldes des Suchers befindet, und dieser dazu neigt, noch ununterscheidbare IR-Quellen zu mitteln, versagt diese Methode, wenn viele IR-Täuschkörper kurz nacheinander ausgestoßen werden.

Wird der Flare-Ausstoß erkannt, wird die Gegen-Gegenmaßnahme des Suchers ausgelöst („Response“). Die gebräuchlichsten Gegenmaßnahmen, die auch kombiniert werden können, sind:
- Die Eingaben des Suchers auf die Steuerlogik werden ignoriert; der Flugkörper behält sein aktuelles Flugmanöver bei, bis die Hitzefackel das Sichtfeld des Suchers verlässt, oder der Trigger-Timeout eintritt. Wenn nach dem Timeout noch eine Flare im Sichtfeld des Suchers ist, wird diese aufgeschaltet.
- Bei der Push-Ahead-Response wandert das Sichtfeld des Suchers in der Bewegungsrichtung des Ziels vorwärts. Die Fackel fällt so schneller aus dem Sichtfeld, was die Zeitspanne reduziert, in der der Sucher das Ziel nicht verfolgen kann. Wird die Bewegung zu stark ausgeführt, wandert das Sichtfeld zu weit nach vorn, sodass die Lenkwaffe das Ziel verliert und neu erfassen muss.
- Bei der Push-Pull-Response muss ein räumlicher Trigger verwendet werden. Wenn Ziel und Flare auf gegenüberliegenden Seiten des Sichtfeldes liegen und so diskriminiert werden können, steuert der Sucher mit Absicht die schwächere IR-Quelle an, was das Flugzeug ist.
- Eine Gegenmaßnahme, auch von modernen abbildenden Suchköpfen, kann darin bestehen, bestimmte Sektoren des Sichtfeldes durch Filter zu dämpfen. Der Sucher bekommt in diesen Bereichen quasi eine Sonnenbrille aufgesetzt, um eine Blendung durch die Hitzefackel zu vermeiden. Bei nicht-abbildenden Suchern älterer Bauart kann das Ziel nur dann weiter verfolgt werden, wenn die abgeschwächte Intensität der Fackeln die des Flugzieles nicht übersteigt.

## Wirkladungen

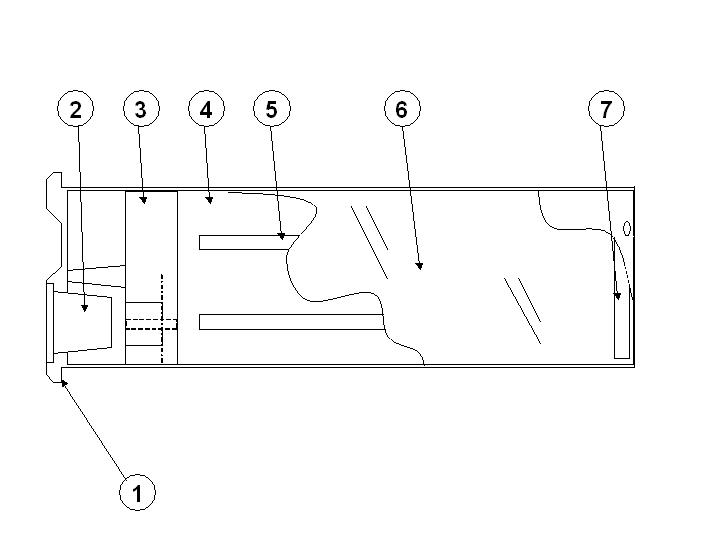
Schnittzeichnung eines MJU-7A/B

Ältere Sucher bzw. ihre Detektoren decken die Wellenlänge von 1–5 µm ab. Da die klassische Hitzefackel bei etwa 1,5 µm ihren Strahlungspeak hat, muss die Strahlungsintensität wesentlich höher als die des Flugzeuges sein, um gemäß dem Verschiebungsgesetz bei längeren Wellenlängen trotzdem noch eine größere Intensität als das Ziel zu erreichen. Langwellige Sucher arbeiten damit in einem Bereich, wo die Strahlungsintensität klassischer Hitzefackeln wesentlich geringer ist. Wirkladungen können grob in zwei verschiedene Arten eingeteilt werden: Pyrotechnische Wirkladungen, welche den Oxidator zur Verbrennung selbst mitführen, und pyrophore Wirkladungen, welche den Luftsauerstoff zur Oxidation nutzen.
Pyrotechnische Wirkladungen brennen sehr heiß und emittieren dadurch am stärksten bei kurzen Wellenlängen. Diese Hitzefackeln brennen auch im sichtbaren Spektrum hell und erzeugen eine Rauchfahne. Die Brenndauer liegt bei etwa 5 bis 10 Sekunden. Trifft eine solche pyrotechnische Wirkladung brennend den Boden, kann sie dort einen Brand verursachen. Seit der Einführung von IR-Täuschkörpern 1959, welche anfangs Al/WO3-Thermite in Grafitkugeln verwendeten, verwenden diese Magnesium-Fluorcarbone. Moderne Fackeln bestehen aus einer festen, pyrotechnischen Verbindung aus Magnesium, Polytetrafluorethylen (PTFE) und Viton als Fluor-Copolymer, oder mit synthetischem Elastomer als Binder. Diese sogenannten MTV-Flares werden ausgestoßen und gleichzeitig von einer Zündladung gezündet. Durch die hohe Temperatur (über 2000 K) liegt die höchste Strahlungsintensität in kurzwelligen Bändern, was die MTV-Flares gegen ältere IR-Sucher, die nur auf diesen Bändern suchen konnten, sehr effektiv macht. Moderne Wirkladungen verwenden zusätzlich eine spektral angepasste Wirkmasse. Dabei ist das Reduktionsmittel überbilanziert, sodass der Luftsauerstoff zur Verbrennung beitragen muss. Die Weiterentwicklung sind kinematische Flares, welche in der neuesten Flugzeuggeneration eingesetzt werden. Statt einfach zu Boden zu fallen, bewegen sich diese Fackeln auf vorbestimmten Bahnen neben dem Flugzeug. Dazu sind diese Fackeln, z. B. MJU-47, mit einem Raketenmotor am Heck und Vektordüsen ausgerüstet.
Ein MJU-7A/B-Täuschkörper, ein typisches Exemplar älterer MTV-Flares, ist nebenstehend dargestellt. Er besteht aus einer äußeren Aluminiumhülle (1), einer elektrisch zündbaren Impulskartusche (2), welche den Ausstoß der Wirkladung und gegebenenfalls deren Anzündung bewirkt und einem zu einer Rohrsicherung ausgebildeten Treibspiegel (3), der eine Anzündung der Wirkmasse (4) mit der Anfeuerung (5) und der umhüllenden meist selbstklebenden Aluminiumfolie (6) erst außerhalb der Patronenhülse erlauben soll. Die Patrone ist an der Vorderseite mit einer Abdeckplatte (7) geschlossen.
Im Gegensatz zu pyrotechnischen Wirkladungen entnehmen pyrophore Stoffe den für die Reaktion erforderlichen Sauerstoff der Luft. Daher ist die Leistung pyrophorer Scheinziele grundsätzlich von der Einsatzhöhe, also dem Sauerstoffpartialdruck abhängig. In den 1980er Jahren wurde dazu das Versprühen von Triethylaluminium erprobt, was sehr effektiv, aber zu aufwändig war. Moderne Systeme verwenden beschichtete Feststoffe. Der Oxidationsvorgang ist für das Auge fast unsichtbar, weswegen sich diese auch zum präventiven Einsatz eignen. Die dünnen Streifen des Materials werden wie Düppel im Raum verteilt und setzen während der schnellen Oxidation Infrarotstrahlung frei. Diese Hitzewände aus dünnen Nickel-, Stahl- oder Eisenstreifen bzw. ihren Legierungen mit etwa 1 cm Länge werden mit Propylenoxid beschichtet können bis zu 1255 K heiß werden. Die Zündung erfolgt bei der Verteilung des Materials, wenn dieses mit Sauerstoff in Kontakt kommt. Auch poröse Metallwafer (etwa 500 Stk. pro Kartusche) werden dafür eingesetzt. Die so erzeugten Hitzewände sind auch gegen moderne Sucher effektiv. Auch punktförmige, pyrophore, rauchfreie und „dumme“ Flares wie MJU-50/51 werden angeschafft, um an Stelle der pyrotechnischen, rauchentwickelnden (z. B. MJU-47) präventiv eingesetzt zu werden.

## Taktik
Die Taktik des Ausstoßes hängt von den verfügbaren Wirkladungen und dem IR-Sucher der Bedrohung ab. So stießen beispielsweise deutsche Transall-Transportflugzeuge bei ihren Landungen in Kabul Flares aus, sobald das Raketenwarngerät eine Bedrohung anzeigte, um mögliche Angriffe mit Fliegerfäusten wie der FIM-92 Stinger oder Strela-2 zu erschweren. Dabei wurden meist mehrere Flares salvenartig ausgestoßen, die dadurch einen großen Hitzevorhang neben und hinter der Maschine erzeugen. Ausgestoßen werden sie von einem kleinen Treibsatz, der sie auf eine Geschwindigkeit von etwa 150 km/h bringt. Die genauen Ausstoßraten und -muster werden von einem zugehörigen Computersystem gesteuert, das den Einsatz entsprechend der Bedrohung, des zu schützenden Ziels und der Parameter des Flares variiert.

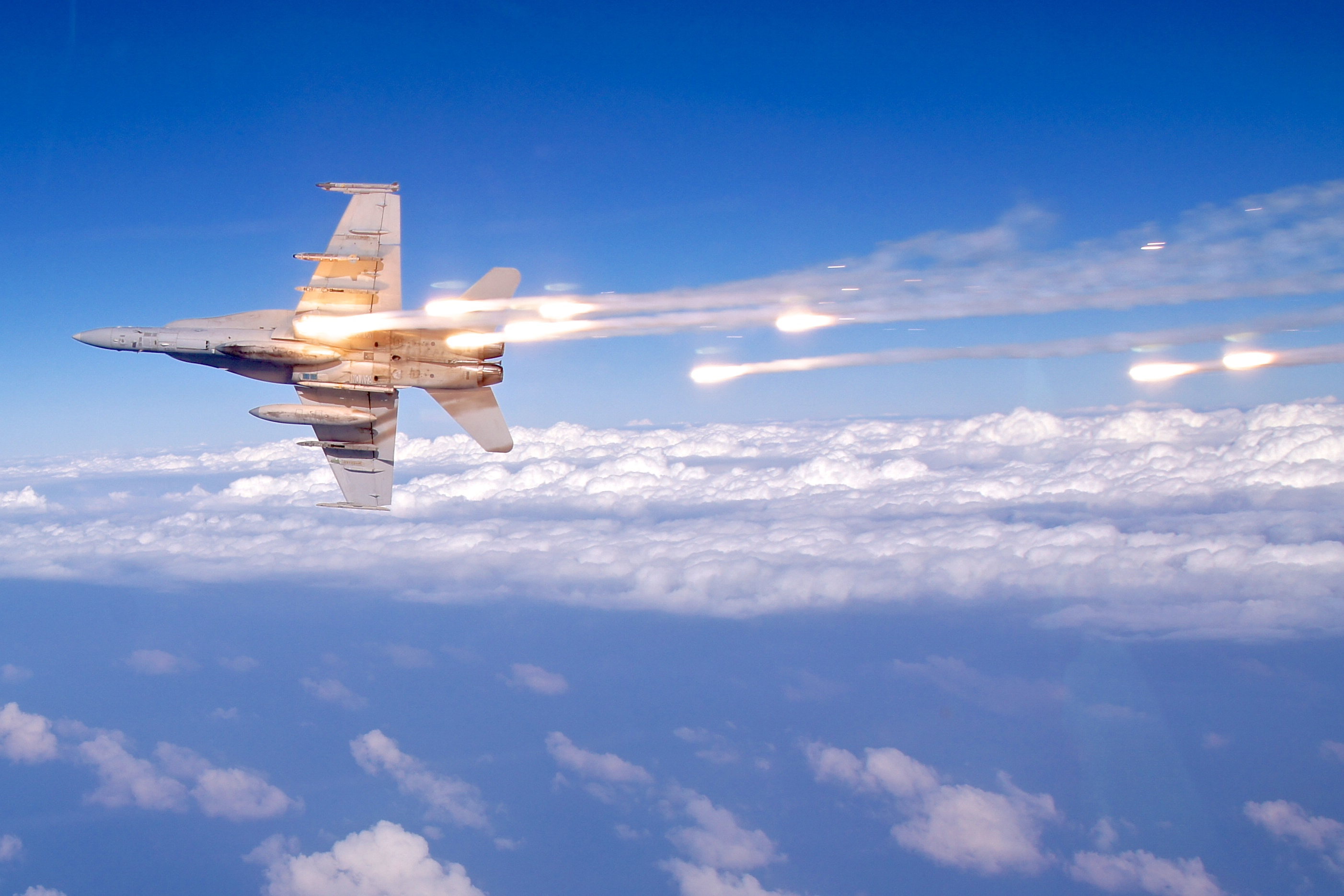
F/A-18C beim Fackelwurf

Ältere Sucher-Modelle arbeiten z. B. nur auf kurzen Wellenlängen, sodass pyrophore Wirkladungen weniger effektiv sind. Hier sind pyrotechnische Wirkladungen das Mittel der Wahl. Der Ausstoß löst den „Trigger“ aus, die Lenkwaffe wählt als „Response“ Kurshalten. Ändert das Ziel nun seinen Kurs nicht, kommt es trotzdem zur Kollision. Wenige Fackeln und moderates Manövrieren reichen zur Abwehr aus. Sucher mit rotierenden Spiegeln werden kinematische und räumliche „Trigger“ verwenden, und mit Push-Ahead-Response antworten. Hier müssen Massen von Hitzefackeln in kurzer Zeit ausgestoßen werden, oder wenige kinematische Flares, und hart manövriert werden, damit der Flugkörper beim Push-Ahead-Manöver vielleicht das Ziel verliert. Gekühlte Zwei-Band-Detektoren mit Push-Pull-Response erfordern den Ausstoß von pyrotechnischen (kurzwelligen) und pyrophoren (langwelligen) IR-Täuschkörpern und Manöver, um dem Sucher verschiedene Scheinziele auf allen Bändern zu bieten. Bei modernsten, abbildenden Suchern mit Bilderkennung werden punktförmige, pyrotechnische Wirkladungen als solche vom Sucher „gesehen“ und erkannt. Dann wird vermutlich eine (softwareseitige) Dämpfung von Flares eingeschaltet, um ein Überbeleuchten der Szene zu vermeiden. Durch die räumliche Ausbreitung von pyrophoren Hitzewänden kann das Flugzeug versuchen, sich dahinter zu verstecken, oder zumindest die Bilderkennungssoftware zu behindern.
Der Fackelwurf, meist auch präventiv über feindlichem Gebiet um ein Aufschalten zu erschweren, wird häufig noch durch andere Maßnahmen ergänzt: Ein Manövrieren in oder in der Nähe von Wolken, oder zur Sonne hin ist hilfreich. Infrarotblinklichter wie AN/ALQ-144 sind aber nur gegen Sucher mit rotierenden Spiegeln nützlich, da die Beleuchtungsfrequenz gestört wird. Gegen ältere Modelle mit rotierender Blende, oder moderne abbildende Sucher sind diese Systeme kontraproduktiv, da sie auf das Ziel aufmerksam machen. Gerichtete optronische Gegenmaßnahmen (DIRCM) sind gegen alle Arten von Suchern effektiv, sofern der Blendlaser das Spektrum des Suchers voll abdeckt.
Der Trend bei IR-gelenkten Waffen geht deshalb zu multispektralen Suchern: Konnte das Detektorelement der Stinger bereits IR und UV abdecken, wird dieses Prinzip auch in die modernsten IR-gelenkten Luft-Luft-Lenkwaffen implementiert. Konnte das Detektorelement der israelischen Python-4 bereits auf zwei Bändern diskriminieren (Lang- und Kurzwellen-IR), so basiert der abbildende Sucher mit 128 × 128 Pixel der Python 5 auf dem Hughes AMOS. Dieser deckt drei Bänder ab, wobei elektro-optisch als drittes Band dazukam. Der Sucher „sieht“ das Ziel also auch im sichtbaren Spektrum des Lichts, was IR-Gegenmaßnahmen unterläuft.
Da Luft-Boden-Lenkwaffen bereits seit längerem abbildende IR-Sucher einsetzen, teilweise auch im optischen Spektrum, erzeugen IR-Täuschkörper von Bodenfahrzeugen (Panzer, Schiffe usw.) immer auch eine warme Nebelwand, um das Ziel im Sucherbild zu verstecken. Der Übergang zu Nebelmittelwurfanlagen ist dabei fließend, z. B. bei Rotem Phosphor.